# 太佐源三
太佐 源三（たいさ げんぞう、1897年1月 – 1988年6月5日）は、書体デザイナー。金属活字のもとを作る種字彫刻師として出発した。敗戦後、日本の印刷界でベントン母型彫刻機を使う活字書体設計が一般化し、原寸種字（父型）を彫る時代から拡大原字を描く時代になった後も刀を筆に持ち替えて書体デザイナーとして活躍、後進の指導育成にも当たった。朝日新聞大阪本社活版部にあって20世紀半ば以降の『朝日新聞』が用いる朝日書体を確立し、定年後招聘を受けたモトヤでモトヤ明朝・モトヤゴシックをデザインしモトヤ書体の基礎を築いた。

## 生涯
1897年（明治30年）1月、現在の東京都文京区に生まれる。太佐の父・天野安五郎は牛込の印判屋に生まれ、印判彫刻や紙幣版の製作などを経て、種字の彫刻を行うようになり、大阪三有社の活字彫刻の下請けをしていた。父の仕事に接するうちに太佐自身も種字彫刻の道に進むことになった。1920年（大正9年）大阪工業専修学校高等部機械科を卒業、大阪三有社に入り「三有社丸ゴシック」を完成させた。1929年（昭和4年）に独立し、下請として朝日新聞社など各社の種字を彫った。
1940年12月、朝日新聞社に入社、大阪本社活版部員となる。当時病弱だった太佐は、それまで1年間ほど地ならし的に朝日新聞社で働いていたという。朝日新聞は用紙事情が悪くなったことを受けて、1941年12月5日から扁平活字を導入した。太佐は1年余りをかけて6000字もの種字を作った。この時、太佐は扁平化して小さくなる文字に対して、文字のふところを広くして大きく見せる工夫を施した。この扁平活字の種字が完成すると、毎日・読売を除く各新聞社に供給された。
1942年活版部鋳造課員、1944年活版部第三班長、1945年第二班長、1946年印刷局労務部労政係員。朝日新聞社技術研究所は、1943年9月から1年7カ月にわたって振り仮名付き活字に関する研究を行った。これをまとめた資料『新聞活字用標準漢字の研究』（大阪 : 朝日新聞社、1946年2月）の前書きには「活字字体の修正については、本社彫刻師の太佐源三君が当られ、武林明、坂本清〔ママ〕の両君がまた献身的にこれに協力して下さいました」とある。武林と阪本は太佐の指導を受け、太佐が退社した後に後継者として朝日書体の整備開発を担うことになる。
新聞界で活字改革の検討が始まった1949年に活版部に復帰、鋳造課母型係長となる。1951年、新聞界がそろって15字詰め15段を採用し、本文活字を88ミルス ×110ミルスと大きくした頃、現行の朝日書体の基となる文字の設計が始まり、太佐はその指揮を執った。太佐と武林は朝日新聞創刊号を調べ、築地体（前期五号活字）で組まれていることから、築地体を踏襲し朝日百年の基礎としてはどうかと提案した。この提案は四本社活版部長の了承を得て、即実施することが決定された。太佐はこの際、朝日新聞の題字の基になった欧陽詢の書風も手本にしたという。
1952年1月に定年を迎えるが、引き続き活版部嘱託として勤務し、1953年1月に朝日新聞社を退社。産経新聞社、日本活字工業、モトヤ、神港新聞社に原字デザインおよびデザイナー養成指導のため嘱託として勤務。モトヤに活字デザインを担当する原字部長として入社し、役員となる。太佐がモトヤで最初に手掛けたのはモトヤ明朝のベントン用原字の作成であった。1962年に非常勤の技術顧問となり退社。1969年に常勤顧問としてモトヤに復帰し1979年まで在籍した。その間、1972年に行われたモトヤ創業50周年記念式典でモトヤ書体の功労者として表彰された。
1988年6月5日、兵庫県西宮市の病院で心・肺不全のため死去。91歳。1週間後、金属活字による『朝日新聞』最後の紙面となった大阪本社管内9版地域12日付社会面に「鉛活字109年 さよなら」という記事が載った。その中では太佐が朝日書体の基礎を作ったことを紹介した上で「太佐は活字の最後をみることなく、この五日、九十一歳で亡くなった」と太佐の死に触れた。

## 作風
朝日書体は創刊号に使われた活字である築地体を踏襲したデザインとなった。デザインの指揮を執った太佐は、東京築地活版製造所の種字彫刻師・竹口芳五郎と交友があった父の影響を受けており、もともと築地体の流れを汲む彫刻師であったといえる。
書体デザイナーで書体史研究家の小宮山博史は、太佐がデザインしたモトヤ明朝について「金属活字の集大成」であり明朝体の到達点であるとし、「とにかく整理されているのでクセがなさすぎる面もあるかもしれない」と述べている。府川充男は、太佐について明るく現代的な書体を作るとし、寄り引きの調整には一流の理論を持っていたと評する。モトヤの『文字の解体新書』は、太佐に始まるモトヤ書体の考え方を同社の大本義秀が自身の解釈を交えまとめたもの。

## 手掛けた書体
佐藤敬之輔『ひらがな』上（1964年）による。
- 三有社丸ゴシック（三有社、年代不詳）
- 扁平角ゴシック体（朝日新聞社、1942年–1943年）
- 平仮名・片仮名 本文用1倍扁平 （朝日新聞社、1950年）
- 明朝体 漢字・平仮名・片仮名 3倍・4倍・2.5倍 （朝日新聞社、1951年）
- 明朝体 漢字・平仮名・片仮名 五号・六号 （日本活字工業、1951年）
- ゴシック体 漢字・平仮名・片仮名 3倍・4倍 （朝日新聞社、1952年）
- 平仮名 本文用1倍扁平（大阪産業経済新聞社、1953年）
- ゴシック体 漢字・平仮名・片仮名 四号・三号（モトヤ、1953年）
- 教科書体 各号（モトヤ、1954年）
- 太明朝体 六号–四号（モトヤ、1954年）
- ゴシック体 漢字・平仮名・片仮名 一号–初号（モトヤ、1955年）
- 太明朝体 二号（モトヤ、1957年）
- 漢字・平仮名・片仮名 新聞本文用1倍扁平（モトヤ、1959年）
- 明朝体 漢字・平仮名・片仮名 一号–初号（モトヤ、1960年）

日本タイポグラフィ協会『日本のタイプフェイス』（2000年）付属CD-ROM収録PDFの制作者欄に「大佐源三〔ママ〕」と記されている書体とその「制作完了年」。アスタリスク（＊）以下は併記されている制作者。
- モトヤ明朝1（1952年–1979年）
- モトヤゴシック3（1953年–1979年）
- モトヤゴシック5（1955年–1985年）
- モトヤ明朝4（1957年–1977年）＊吉之元紀人
- モトヤ新聞明朝2（1959年–1977年）
- モトヤ新聞ゴシック3（1959年–1979年）＊吉之元紀人
- モトヤ明朝3（1961年–1980年）
- モトヤ明朝5（1963年–1985年）＊山田博人

このほか『朝日新聞』欄外の横題字も太佐のデザインといわれている。